# Linia kolejowa nr 435
Linia kolejowa nr 435 – niezelektryfikowana, jednotorowa, drugorzędna linia kolejowa znaczenia państwowego łącząca rozjazd R301 z rozjazdem R303 na posterunku odgałęźnym Mosty.
Linia stanowi uzupełnienie linii kolejowej nr 434 i umożliwia dojazd pociągów pasażerskich od strony Kołobrzegu do przystanku Port Lotniczy Szczecin Goleniów.